# Cantó de Montpeller-2

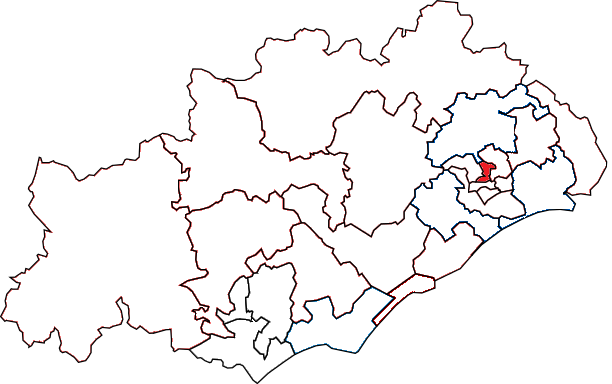
Els cantons de Montpeller

El cantó de Montpellier-2 és un cantó francès del departament de l'Erau, a la regió d'Occitània. Forma part del districte de Montpeller, compta amb una part del cap cantonal que és Montpeller.

## Municipis
- Montpeller